# Nave del Estado
La Nave del Estado es una metáfora antigua y citada con frecuencia, célebremente expuesta por Platón en la República (Libro VI, 487b-502c), donde compara el gobierno de una ciudad-estado con el gobierno de un barco. Platón amplía la metáfora establecida y finalmente argumenta que las únicas personas aptas para ser piloto de la naos (en griego, ναῦς ) son los reyes filósofos, hombres benévolos con poder absoluto que tienen acceso a la Forma del Bien. 

## Orígenes de la metáfora
Aunque desde Tomás de Aquino se le asigna a Platón «la paternidad de la analogía», en los orígenes de la metáfora se remontan a Arquíloco aunque luego el poeta lírico Alceo de Mitilene la desarrolla más extensamente (fragmentos 6, 208, 249). También se encuentran en Los siete contra Tebas de Esquilo, en la Antígona de Sófocles y en Las avispas de Aristófanes previamente a Platón, sin que falte en la Ilíada de Homero la alusión a Zeus como kybernetes (timonel). Para varios autores, «las metáforas náuticas constituyen uno de los cuatro grandes grupos de la literatura clásica, especialmente para designar el estado».

## El uso de la metáfora en Platón
Platón establece la comparación diciendo que Zeus fue uno de los mejores modelos para describir el gobierno de un barco como cualquier otro "arte" o profesión, en particular, la de un estadista. Luego desarrolla la metáfora en referencia a un tipo particular de gobierno: la democracia. La democracia de Platón no es la noción moderna, una mezcla de democracia y republicanismo, sino más bien una democracia directa a través del gobierno de la mayoría pura. En la metáfora, que se encuentra en 487b-502c, el Sócrates de Platón «compara la ciudad con un barco, en el cual el patrón es el pueblo engañado por marineros ignorantes, los políticos.» Los marineros en disputa son demagogos y políticos, y el piloto del barco, un observador de estrellas, es el filósofo. Los marineros afirman que  saben navegar, aunque no tienen ni idea, y están constantemente compitiendo entre sí por la aprobación del patrón para pilotar el barco, llegando incluso a embrutecer al patrón con drogas y vino. Mientras tanto, tachan al piloto como un observador de estrellas inútil, aunque sea el único con el conocimiento adecuado para pilotar la trayectoria del barco.

## La metáfora
La metáfora de la nave del Estado:

Imagínate que respecto de muchas naves o bien de una sola sucede esto; hay un patrón, más alto y más fuerte que todos los que están en ella, pero algo sordo, del mismo modo corto de vísta y otro tanto de conocimientos náuticos, mientras los marineros están en disputa sobre el gobierno de la nave, cada uno pensando que debe pilotar él, aunque jamás haya aprendido el arte del timonel y no pueda mostrar cuál fue su maestro ni el tiempo en que lo aprendió; declarando, además, que no es un arte que pueda enseñarse, e incluso están dispuestos a descuartizar al que diga que se puede enseñar; se amontonan siempre en derredor del patrón de la nave, rogándole y haciendo todo lo posible para que les ceda el timón. Y en ocasiones, si no lo persuaden ellos y otros sí, matan a éstos y los arrojan por la borda, en cuanto al noble patrón, lo encadenan por medio de la mandrágora, de la embriaguez o cualquier otra cosa y se ponen a gobernar la nave, echando mano a todo lo que hay en ella y, tras beber y celebrar, navegan del modo que es probable hagan semejantes individuos; y además de eso alaban y denominan 'navegador', ‘piloto'y 'entendido en náutica' al que sea hábil para ayudarlos a gobernar la nave, persuadiendo u obligando al patrón en tanto que al que no sea hábil para eso lo censuran como inútil. No perciben que el verdadero piloto necesariamente presta atención al momento del año, a las estaciones, al cielo, a los astros, a los vientos y a cuantas cosas conciernen a su arte, si es que realmente ha de ser soberano de su nave; y, respecto de cómo pilotar con el consentimiento de otros o sin él, piensan que no es posible adquirir el arte del timonel ni en cuanto a conocimientos técnicos ni en cuanto a la práctica. Si suceden tales cosas en la nave, ¿no estimas que el verdadero piloto será llamado 'observador de las cosas que están en lo alto', ‘charlatán’ e inútil' por los tripulantes de una nave en tal estado?
Platón, La República, libro VI, 488a-489a

## La «Nave del Estado» después de Platón
Se ha hecho referencia a él de manera rutinaria en toda la cultura occidental desde sus inicios. Uno de los ejemplos literarios más notables se encuentra en el poeta Horacio:

¡Ay, nave, que nuevas olas a la mar van a llevarte! ¡Ay !, ¿qué haces? Métete sin vacilar en puerto. ¿Es que no ves que está desnudo de remos tu costado, y cómo gimen tu mástil dañado por el ábrego veloz y tus antenas?; ¿que tu carena sin cables apenas puede aguantar la fuerza desatada de las aguas? No tienes entero tu velamen, ni dioses a los que invocar si de nuevo te ves en el aprieto. Aunque de pino del Ponto construida e hija de una noble selva, te jactarás en vano de tu linaje y de tu nombre; que para nada confía el marinero asustado en popas repintadas. Tú, si no te sientes obligada a ser juguete de los vientos, ten cuidado. Tú, que no hace mucho me causabas inquietante, hastío, y ahora eres pasión y cuidado nada leve, evita el mar que entre las relucientes Cicladas se extiende.
Horacio, Odas, I, 14

Esta oda será posteriormente objeto de mención y evocación por numerosos autores. Algo más de un siglo después Quintiliano «pondría esta oda como ejemplo de alegoría, la figura que se genera por el uso continuado de una metáfora; en este caso, la de la nave del estado.» Unos siglos más tarde, «Quevedo incluyó en su edición de la poesía de Fray Luis de León, impresa en 1631, las versiones que de este poema realizaron el propio Fray Luis, El Brocense, Alonso de Espinosa y Juan de Almeida, lo cual confirma su familiaridad con esta oda, que cifra otro símbolo tópico, el de la nave del estado.»
Un segundo ejemplo lo encontramos en el pasaje del historiador Polibio de Megalópolis cuando vuelve a la metáfora para explicar, ante el auge de Roma, como la democracia ateniense se mostraba en su deriva como un barco sin capitán:

Al pueblo de Atenas le ocurre siempre lo que a una nave sin capitán. En efecto: en las naves, mientras los marineros se incitan a no promover discordias y a obedecer al piloto, ya sea por el miedo que les infunda el estado de la mar o la proximidad del enemigo, todo el mundo cumple su deber estupendamente; pero, cuando toman confianza y empienzan a desdeñar a los que ejercen el mando y a disputar defendiendo opiniones contrapuestas, en tal caso unos marineros prefieren proseguir la navegación, otros instan al piloto que fondee la nave, otros pretenden desplegar las velas, otros quieren impedirlo a brazo partido y les mandan dejarlas. El espectáculo es vergonzoso para los que lo contemplan desde fuera, por las diferencias y disputas surgidas entre los marineros, que, además, convierten en arriesgada la navegación para todos aquellos navegantes. Más de una vez unos que han superado los mares más vastos y los temporales más formidables naufragan cerca de la costa o en la misma bocana del puerto. Esto es lo que con frecuencia ha ocurrido al estado ateniense: después de haber vencido las más grandes y terribles peripecias por la bravura del pueblo y la de sus jefes, en los intervalos pacíficos se ha hundido, al azar, incomprensiblemente.
Polibio, Historias, VI, 44, 3-9

En los Carmina de Giovanni Antonio Viperano el mar es un elemento frecuente. Haciéndose eco de la oda de Horacio, en su Oda II, 4 reelabora el tema de la nave del Estado dirigiéndose al piloto, a diferencia de Horacio que lo hace a la nave, como un recurso alegórico de la figura del Papa Gregorio XIII «a quien va dedicado el poema, y a quien hace las mismas recomendaciones que Horacio a la nave.»
Roger Williams, el fundador de Rhode Island, usó la metáfora en su "Carta a la ciudad de Providence" (1656).
Los jacobinos de la Revolución francesa utilizaron con frecuencia esta referencia durante la Primera República francesa, cuando se defendía ante varias monarquías europeas.
Thomas Carlyle lo usó para arremeter contra los movimientos democráticos de su tiempo. Más recientemente, se ha convertido en un elemento básico de la discusión política estadounidense, donde se ve simplemente como su imagen del estado como un barco, necesitado de un gobierno como oficiales para comandarlo, y llamativamente ausente de su antidemocrático, pro- significado original absolutista.

## Cultura popular
El término también ha entrado en la cultura popular. La canción de Leonard Cohen "Democracy" contiene la línea "Sail on. Sail on, o mighty ship of state. To the shores of need, past the reefs of greed, through the squalls of hate" ("Navega. Navega, oh poderosa nave del Estado. A las orillas de la necesidad, más allá de los arrecifes de la codicia, a través de las ráfagas de odio"). Además, en su segunda novela Beautiful Losers (1966), Cohen escribe "Sail on, sail on, O Ship of State, auto accidents, births, Berlin, cures for cancer! ("¡Navega, navega, oh nave del Estado, accidentes de coche, nacimientos, Berlín, curas para el cáncer!") (p. 12). En la serie de televisión británica Yes, Minister, Sir Humphrey Appleby señaló que "el Ship of State es el único barco que se filtra desde la parte superior".